# Oliver Goldsmith

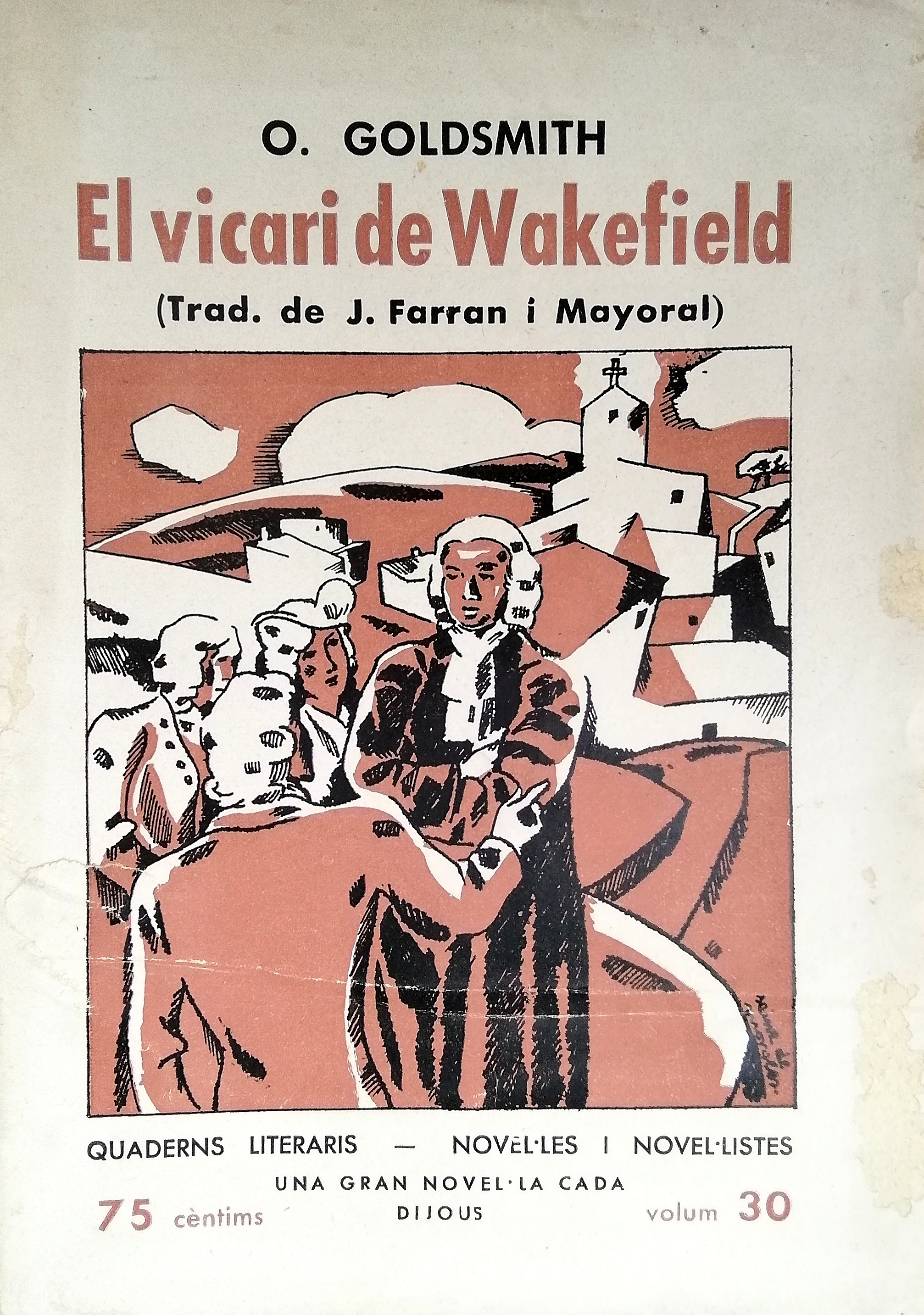
The Vicar of Wakefield d'Oliver Goldsmith, traducció catalana publicada a Barcelona l'any 1934 dins la col·lecció Quaderns Literaris (primera part, de dues)

Oliver Goldsmith   (Elphin, 10 de novembre de 1728 - Londres, 4 d'abril de 1774) fou un escriptor, poeta i metge angloirlandès conegut per la seva novel·la The Vicar of Wakefield (1766) --traduïda per primera vegada a l'alemany per Johann Joachim Christoph Bode--, el seu poema pastoral The Deserted Village (1770) (escrit en memòria del seu germà) i les peces de teatre The Good-Natur'd Man (1768) i She Stoops to Conquer (1771, i que va estrenar el 1773). També es creu que va escriure el conte clàssic infantil, The History of Little Goody Two-Shoes.

## Traduccions al català
- El vicari de Wakefield (dos volums). Traducció de Josep Farran i Mayoral. Barcelona: Quaderns Literaris, 1934.
- El vicari de Wakefield. Traducció de Carles Llorach-Freixes. Martorell: Adesiara editorial, 2010.

## Obres
- Obres d'Oliver Goldsmith al Projecte Gutenberg.